# Disco Dub
Disco Dub – drugi album studyjny jamajskiej sekcji rytmicznej Sly & Robbie.
Płyta została wydana w roku 1978 przez niewielką jamajską wytwórnię Gorgon Records. Nagrania zostały zarejestrowane w studiu Channel One w Kingston. Ich produkcją zajęli się Dunbar i Shakespeare. W roku 1979 nakładem własnego labelu Taxi Records wydali oni reedycję albumu.

## Lista utworów

### Strona A
1. "Side Walk Doctor"
2. "War Of The Gods"

### Strona B
1. "Depth Charge"
2. "Mickey Mouse"
3. "Battle Of The Titans"

## Muzycy
- Radcliffe "Dougie" Bryan – gitara
- Bertram "Ranchie" McLean – gitara rytmiczna
- Robbie Shakespeare – gitara basowa
- Sly Dunbar – perkusja
- Ansel Collins – instrumenty klawiszowe
- Winston Wright – instrumenty klawiszowe
- Bernard "Touter" Harvey – instrumenty klawiszowe